# 野梦花
野梦花（学名：Daphne tangutica var. wilsonii）为瑞香科瑞香属下的一个变种。

## 扩展阅读
- 維基物種上的相關：野梦花